# Порат, Ханан
Хана́н Пора́т, (ивр. חנן פורת‎; урожд. Шпицер; 5 декабря 1943, Кфар-Пинес, подмандатная Палестина — 4 октября 2011 Кфар-Эцион, Израиль) — израильский политический и общественный деятель, один из лидеров израильских поселенцев, один из основателей движения «Гуш Эмуним», раввин.
Воевал в бригаде десантников в Шестидневной войне — в боях за освобождение Иерусалима, и в войне Судного дня — в боях в районе Суэцкого канала, где получил тяжелое ранение.
Выступал против эвакуации израильских поселений из Синая, а после заключения мирного договора с Египтом Порат вместе с Геулой Коэн и Ювалем Неэманом основал партию «Тхия».
Член кнессета 10-го, 12-го, 13-го, 14-го и 15-го созывов.
Инициировал, среди прочих законов, израильский закон об обязательности оказания помощи.
Активно выступал против выхода Израиля из сектора Газа.
Умер 4 октября 2011 после продолжительной борьбы с тяжелой болезнью, в возрасте 67 лет.